# In Flight (album)
In Flight is het solodebuut van Linda Perry uit 1996, voormalig zangeres van 4 Non Blondes. Ze schreef voor alle nummers op dit albums zelf de teksten en de muziek. Ze zingt onder andere over haar dromen, succes en het geloof. 

## Nummers
1. In My Dreams
2. Freeway
3. Uninvited
4. Succes
5. Life In A Bottle
6. Fill Me Up
7. Knock Me Out, met Grace Slick
8. Too Deep
9. Taken
10. Fruitloop Daydream
11. Machine Man
12. In Flight